# CorpoMiranda
La Corporación de Desarrollo de la Cuenca del Río Tuy "Francisco de Miranda" S.A. o CorpoMiranda es el ente rector que tiene por objeto apoyar la implementación de las políticas públicas para el desarrollo integral del territorio y las poblaciones que comprenden la cuenca del Río Tuy, la totalidad del estado de Miranda y los municipios Tovar, Ribas, Revenga y Santos Michelena del estado Aragua.  Al mismo tiempo, debe coordinar con los gobiernos locales, municipales, estadales, así como con las organizaciones populares, la planificación de las políticas públicas nacionales y la promoción de las comunas y los distritos motores de desarrollo. 
Sus detractores consideran que CorpoMiranda fue concebida como "gobierno paralelo" a la gobernación del estado, en manos del líder opositor Henrique Capriles para el periodo 2012-2016. Para el año 2014 el presupuesto de CorpoMiranda, vía créditos adicionales, era 30% mayor a lo que devengaba dicha entidad por parte del ejecutivo nacional.

## Creación
Fue creada mediante el decreto 9.431 de fecha 19 de marzo de 2013, publicado en la Gaceta Oficial N° 40.135 de fecha 25 de marzo de 2013, como Empresa del Estado con un fondo inicial de 100 millones de bolívares. En la actualidad es dirigida por Héctor Rodríguez Castro.

## Objetivos
Uno de sus objetivos principales es la ejecución Proyecto de Saneamiento y Desarrollo de la Cuenca del Río Tuy.
- Celebrar Convenios con Instituciones Públicas o Privada, que contribuyan con su competencia.
- Ejecutar obras de dotación de servicios públicos, y asumir su prestación, cuando el Ejecutivo nacional, regional o local así lo disponga.
- Ejecutar obras de mantenimiento de servicios e infraestructura rural y urbana.
- Ejercer la planificación y desarrollo del Proyecto Integral Socialista de la Cuenca del Río Tuy.
- Promover proyectos turísticos y agroturisticos en el Estado Miranda y los Municipios Tovar, Ribas, Revenga y Santos Michelena del Estado Aragua.
- Promover y ejecutar obras de infraestructura en áreas estratégicas para el desarrollo de la Región.
- Realizar aportes y donaciones a comunidades urbanas, agrícolas, Consejos Campesinos, Consejos de Pescadores, y comunidades indígenas.

## Proyectos y programas de desarrollo
- Plan ¡Miranda Limpia, Miranda Linda!: recuperación, limpieza y ornato de los distribuidores, avenidas Intercomunales, calles y carreteras.
- Plan ¡Pinta Tu Cancha!: recuperación de espacios para la recreación y esparcimiento de niñas, niños y adolescentes.
- Programa de Desarrollo Comunal: vinculación de las comunidades con proyectos que se ejecutan en la Cuenca del Río Tuy.
- Programa de Abordaje Comunitario: promoción de la participación del poder popular.
- Programa de Atención al Ciudadano: canalización de solicitudes, denuncias, sugerencias y peticiones de las comunidades y sus ciudadanos.